# 慶和省
慶和省（越南语：／）是越南中南沿海地區的一个省，省莅芽庄市。

## 地理
庆和省北接多乐省，西南接林同省，东临南中国海。

## 历史

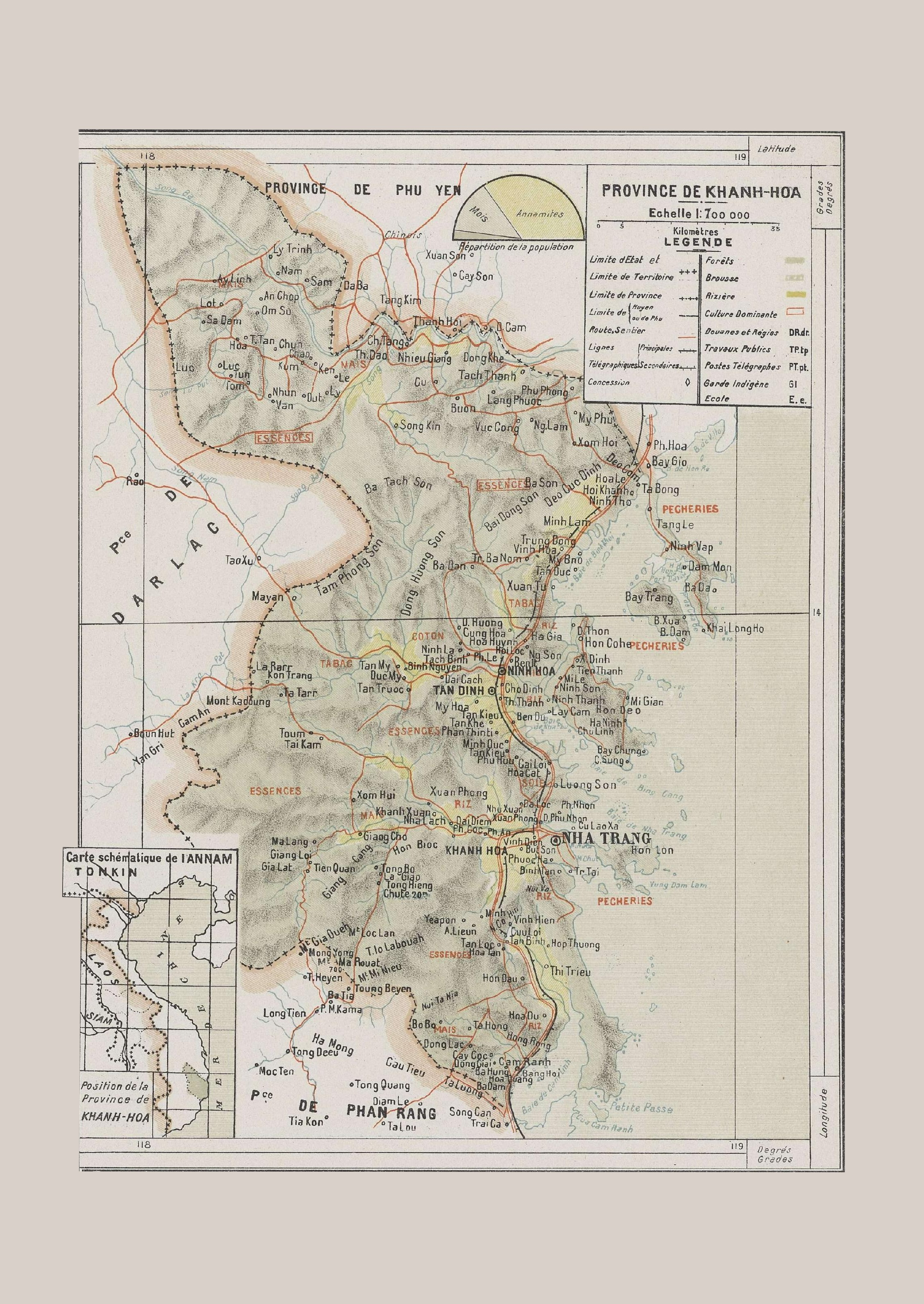
法属印度支那时期的慶和省地图

景兴五十四年（1793年），阮福映收复平康营。嘉隆二年（1803年），改平康营为平和营，平康府为平和府。嘉隆七年（1808年），平和营改为平和镇。明命十二年（1831年），撤鎮設省，改平和鎮為慶和省，平和府为宁和府。
1976年2月，庆和省和富安省合并为富庆省，庆和省区域包括芽庄市社、金兰县、庆山县、庆昌县、庆永县、永昌县、庆宁县1市社6县。
1977年3月10日，富庆省庆山县并入金兰县，庆昌县和庆永县合并为延庆县，芽庄市社改制为芽庄市，永昌县7社划归芽庄市管辖。
1979年3月5日，富庆省庆宁县分设为宁和县和万宁县。
1982年12月28日，同奈省长沙县划归富庆省管辖。
1985年6月27日，富庆省金兰县析置庆山县，延庆县析置庆永县。
1989年6月30日，富庆省恢复分设为富安省和庆和省，庆和省下辖芽庄市、金兰县、庆山县、延庆县、庆永县、宁和县、万宁县、长沙县1市7县，省莅芽庄市。
1999年4月22日，芽庄市被评定为二级城市。
2000年7月7日，金兰县改制为金兰市社。
2006年4月25日，云峰经济区设立。
2007年4月11日，金兰市社和延庆县析置柑林县。
2009年4月22日，芽庄市被评定为一级城市。
2009年6月30日，金兰市社被评定为三级城市。
2010年10月25日，宁和县改制为宁和市社。
2010年12月23日，金兰市社改制为金兰市。
2025年7月1日和原宁顺省合併。

## 行政區劃
慶和省下轄2市1市社6縣，省莅芽庄市。
- 芽莊市（Thành phố Nha Trang）
- 金蘭市（Thành phố Cam Ranh）
- 寧和市社（Thị xã Ninh Hòa）
- 柑林縣（Huyện Cam Lâm）
- 延慶縣（Huyện Diên Khánh）
- 慶山縣（Huyện Khánh Sơn）
- 慶永縣（Huyện Khánh Vĩnh）
- 長沙縣（Huyện Trường Sa）（争议领土）
- 萬寧縣（Huyện Vạn Ninh）

## 领土争议
越南聲稱對整個南沙群島擁有主權，以南沙群島的南威島（越方稱之為「長沙島」）為行政中心設置長沙島縣，劃歸慶和省管理。現越南實際控制南沙島嶼之中的其中31個島。中國不承認越南所聲稱的主權，並且不承認該縣的合法性。

## 古迹
占婆著名遺址波那加塔位於慶和省境內。境內還有著名的延慶城遺址。

## 外部連結
- 庆和省电子信息门户网站 （页面存档备份，存于）（越南文）